# Yonggang-ŭp
Yonggang-ŭp är en ort i Nordkorea.   Den ligger i provinsen Södra P'yŏngan, i den sydvästra delen av landet, 30 km sydväst om huvudstaden Pyongyang. Yonggang-ŭp ligger 23 meter över havet och antalet invånare är 13 440.
Terrängen runt Yonggang-ŭp är platt åt sydost, men åt nordväst är den kuperad. Runt Yonggang-ŭp är det tätbefolkat, med 591 invånare per kvadratkilometer. Närmaste större samhälle är Namp'o, 13,2 km söder om Yonggang-ŭp. Trakten runt Yonggang-ŭp består till största delen av jordbruksmark.